# Manuel Cuesta
Manuel Cuesta Trinidad (Sevilla, 18 de septiembre de 1975) pertenece a la generación de cantautores que comienzan a emerger a mediados de los 90 en el Sur de Andalucía, en Sevilla. En aquel momento la Canción de Autor estaba liderada por Alfonso del Valle. Su estreno sobre las tablas ocurrió a la edad de 17 años, participando como guitarra rítmica y cantante en grupos como “Cerca del Viento”, “Luz de gas” o “Lazysusans”. 

## Biografía
Tras la publicación de sus dos primeros trabajos, "El sonido de lo inevitable" (2001) y "Días rojos" (2005), Manuel Cuesta se establece en Madrid a finales de 2004 y se integra definitivamente en el circuito madrileño de Canción de Autor. El sevillano publica en 2009 su disco consagración "La vida secreta de Peter Parker" (Factoría Autor) en el que colabora con su buen amigo, Ismael Serrano.
Su trabajo más reciente y que precede a "Cerca de la tempestad" fue el estreno del Villancico #hayunaluz, un Villancico para la Asociación Amigos de Calcuta y en el que colaboraron: Pedro Guerra, Ismael Serrano, Virginia Labuat, Tontxu y Javier Bergia. En tan solo un mes el videoclip del villancico Hay una luz, dirigido por Daniel e Ismael Serrano, consiguió en el primer mes más de 100.000 visitas en YouTube. Tanto los derechos de autor como las ventas del villancico han ido a parar a la ONG. El videoclip contó con la participación de actores como Pilar Bardem, Javier Albalá, Alex Gadea, Irene Rubio y Pepe Regueira, el veterano mago y humorista.

## Discografía

### El sonido de lo inevitable (2001)
- Canciones

1. El sonido de lo inevitable
2. Mirarte
3. A esta primavera no hay quien la entienda
4. Ambigüedad
5. En la boca del lobo
6. De arena y cementa
7. No todo está perdido
8. Escondido en la arena
9. Pasatiempo
10. El mismo frío
11. Superpoderes
12. Al final

### Días Rojos (2005)
Arreglos y producción musical: Antonio y Emilio Villalba, Estudios Grita! Producciones. Voz, coros y composición de todas las canciones: Manuel Cuesta
- Canciones

1. Desata el aire
2. Noviembre
3. Volar
4. Dónde vas
5. Llévame al mar
6. Completamente viernes
7. Rumbo al corazón
8. El salvavidas bajo el asiento
9. Cuando despierte esta guerra
10. Ceniza
11. Las siete de la mañana
12. Estrategia de poeta
13. ¿Tú que me das? (versión vals)
14. Diez años atrás (directo virtual)

### La vida secreta de Peter Parker (2009)
Arreglos y producción musical: Antonio y Emilio Villalba Estudios Grita! Producciones. Voz, coros y composición de todas las canciones: Manuel Cuesta Invitados: Ismael Serrano, voz en "Tu risa en la alameda", Roger Pera, voz de Spiderman y Peter Parker en "El beso del arácnido", Javier Albalá, voz del narrador y autor del cuento en "Duérmete Ana".
- Canciones

1. El beso del arácnido
2. 1985
3. Teoría del caos
4. Chelsea Hotel
5. Tu risa en la Alameda (Con Ismael Serrano)
6. Bailando en una nube de cartón
7. Vas a agradecerle al mar
8. Mi vecino del 3º
9. La balada de Elliot Smith
10. Palante
11. Deshaciendo las maletas
12. Duérmete Ana

### La vida secreta de Peter Parker 2 (2011)
Arreglos y producción musical: Antonio y Emilio Villalba Estudios Grita! Producciones. Letra y música de todas las canciones: Manuel Cuesta excepto 'Chelsea Hotel', letra y música de Leonard Cohen y letra adaptada al español por Manuel Cuesta.'Bailando en una nube de carton' letra Miguel Ángel Ortega Lucas y Manuel Cuesta, y música de Manuel Cuesta.
- Canciones

1. El beso del arácnido (con Fran Fernández)
2. 1985 (con Marwan)
3. Teoría del caos (con Joaquín Calderón)
4. Chelsea Hotel (con Pablo Guerrero))
5. Tu risa en la Alameda (con Ismael Serrano)
6. Bailando en una nube de cartón (con Javier Bergia)
7. Vas a agradecerle al mar (Con Lucía Caramés)
8. Mi vecino del 3º (con David Garrido)
9. La balada de Elliot Smith (con Garret Wall)
10. Palante (con Chiqui Calderón)
11. Deshaciendo las maletas (con Alfonso del Valle)
12. Duérmete Ana (con Miguel Dantart)
13. Báilame el agua

### Hay una luz (2012, single)
El 5 de diciembre de 2012 se presenta este villancico junto al videoclip en la Sala Manuel de Falla en la Sociedad General de Autores en Madrid. La canción contó con cantautores de renombre como Ismael Serrano, Pedro Guerra, Virginia Labuat, Tontxu y Javier Bergia, que aportaron sus voces y su imagen desinteresadamente. 
El Villancico,”Hay una luz”,  es todo un canto a la esperanza, de corte dilaniano y moderno: “Que el turrón no te sepa a Prima de riesgo/ Ni el cava a Agencia de Calificación/ Acuérdate de qué Bello es vivir y que a veces puede ser dulce hasta el Carbón” quiere expresar que el cambio y el futuro vendrá desde uno mismo en estos tiempos de crisis, es una dedicatoria a tantos corazones cansados de tanta derrota. 
El villancico se pudo descargar a partir del 5 de diciembre de 2012 en todas las plataformas digitales como Itunes, Spotify, Fnac, El Corte Inglés, Amazon, etc. El vídeo musical se encuentra en YouTube y en todas las redes sociales. 
En tan solo un mes el videoclip del villancico "Hay una luz", dirigido por Daniel e Ismael Serrano, consiguió más de 100.000 visitas en YouTube. 
Su autor, Manuel Cuesta, donó el porcentaje de las ventas que le correspondería por esta canción y cedió sus derechos de Autor para que todo lo recaudado lo recibiese la ONG Amigos de Calcuta.

### Cerca de la Tempestad (2014)
Cuenta con 15 canciones, una de ellas ya ha sido escogida para la Banda sonora de la última película Norberto Ramos del Val, Faraday, una comedia sobrenatural estrenada el pasado 2013 en Sitges y que se estrenará el próximo mes de marzo en las salas de cine españolas. Norberto Ramos del Val ha dirigido también los Video Clips de los dos singles de este disco: “Viernes enamorado” y "Azuloscurocasinegro". Producción musical a cargo de Antonio Villalba, Producción ejecutiva Josu Labeondo. 
- Canciones

1. Viernes enamorado
2. Los miércoles y el desayuno
3. Psicología Inversa
4. Amar a contraviento (Con Teresa Bodi, Tessa)
5. Calle Agricultores 2
6. Hoy que te amo
7. El camino del trueno
8. El templo de las borracheras
9. A esta primavera no hay quien la entienda (Con Joel Reyes)
10. Estos días
11. Amor de importación
12. Azuloscurocasinegro
13. Alejandro y la gorra del tiempo
14. Hay una luz

### Asignatura pendiente (2015, single)
El pasado 30 de junio de 2015 Manuel Cuesta estrena el sencillo “Asignatura pendiente” como fruto de la amistad y la inspiración de una gran actriz del cine español, Fiorella Faltoyano, a quien dedica esta canción, “este remake de Casablanca”, una bonita historia que el cantautor quería narrar y convertir en bella dedicatoria para la actriz quien fue invitada a posar en la portada del sencillo y accedió encantada. En palabras de Manuel Cuesta: “La canción como la propia película cuenta que todos tenemos una asignatura que dejamos en el tintero y que algún día, soñamos con aprobar, o quitarnos como si fuera una espina clavada.”

### El último baile (2018)
Manuel Cuesta consiguió el pasado mes de abril de 2017 y gracias al apoyo de 200 Mecenas, conseguir el presupuesto para su sexto trabajo a través de la plataforma VERKAMI. Una de las grandes noticias y grandes bazas del nuevo trabajo de Manuel Cuesta es que la dirección de la producción musical correrá a cargo de los músicos leoneses Fabián Díez Cuesta y Juan Marigorta. 
El nuevo disco se grabó el pasado verano 2017 en los Estudios Feedback en León y estará terminado a finales de septiembre.Se trata de un Libro Disco que se titulará "El último baile".

### Colaboraciones
- 2010 - Ventanas (de Cuarto y Mitad, en el tema 28 letras)
- 2011 - Las cosas que no pude responder (de Marwan, Coros en el tema Hablemos de mí)
- 2012 - Güena Gente (de Alfonso del Valle, en el tema Por el desagüe)
- 2014 - La Llamada (de Ismael Serrano, Coros en el tema La llamada)
- 2016 - Para Respirar (de Bruno Sotos, en el tema Ya no hace falta)
- 2017 - Mundos de andar por casa (de Pablo Guerrero, en el tema Agujeros negros)